# Kościół Matki Bożej Częstochowskiej w Przybędzy
Kościół Matki Bożej Częstochowskiej w Przybędzy – kościół wzniesiony na początku lat osiemdziesiątych XX wieku na terenie parafii radziechowskiej. Poświęcenie obiektu nastąpiło 26 sierpnia 1983 roku. Pierwotnie świątynia pełniła funkcję kaplicy, a od 26 sierpnia 2013, dzięki decyzji biskupa Tadeusza Rakoczego obiekt nosi tytuł kościoła parafialnego, jest siedzibą parafii pw. Matki Bożej Częstochowskiej.